# Loussous-Débat
 Loussous-Débat  là một xã thuộc tỉnh Gers trong vùng Occitanie tây nam nước Pháp. Xã này có độ cao trung bình 181 mét trên mực nước biển.